# Vedums station

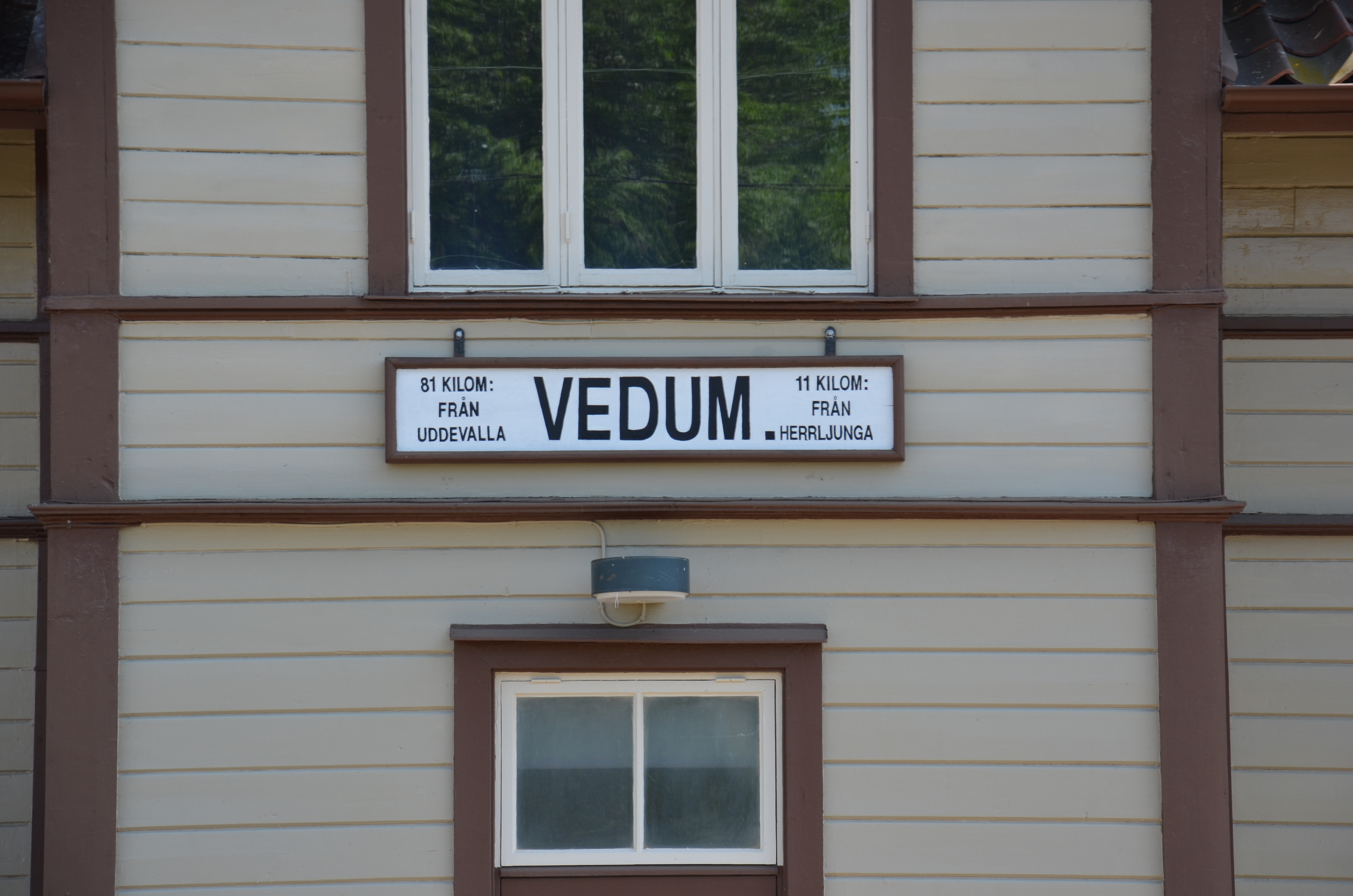
Avståndet anges på Vedums stationsskylt till 81 kilometer från Uddevalla och 11 kilometer från Herrljunga.

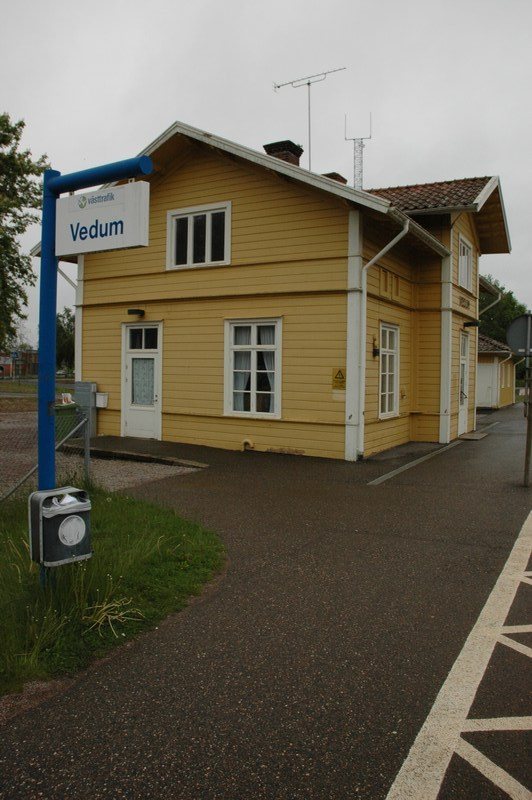
Vedums stationshus före försäljningen 2007.

Vedums station, är en stationsbyggnad från 1866 i Vara kommun vid järnvägen mellan Uddevalla C, Vänersborg C, Herrljunga och Borås C – Älvsborgsbanan.
Området, med stationshus och andra byggnader för järnvägens behov, är ett minnesmärke över hur järnvägen förvandlade en liten by till ett stationssamhälle. 
Stationen ägs och brukas av Sylvie Andersson. Den är byggnadsminne sedan 10 mars 2005.

## Historik
Stationshuset i Vedum är byggt i trä i 1,5 våning. Fasaderna är fordrade med liggande och stående panel och däremellan ett brett våningsband. Taket är ett sadeltak, täckt med tegel, och med en utskjutande takfot med dekorativa taktassar. Även fönster- och dörromfattningar har getts en enkel dekorativ utformning. Fönstren i bottenvåningen har en äldre utformning med små rutor, medan fönstren i övervåningen på gavlarna och i frontonerna är utbytta någon gång vid mitten av 1900-talet. Äldre foton visar, att dessa fönster tidigare var glasade med små rutor. Omfattningarna på dessa fönster har också förenklats. På fasaderna mot banan har en av dörrarna tagits bort och ersatts av ett fönster.

## Beskrivning
Vedums järnvägsstation är ett exempel på de stationshus, som uppfördes efter den smalspåriga Uddevalla–Vänersborg–Herrljunga Järnväg, efter ritningar av Claes Adelsköld. På båda långsidorna skjuter en mittfronton ut från fasadlivet. Interiören i väntsalen präglas av en modernisering, som skedde under 1940-talet. Övervåningen var bostad för stinsen och dennes familj. Till stationsmiljön hör det välbevarade avträdet, som har ett likartat utseende med stationshuset och troligen är samtida med detta.
I övrigt har stationsmiljön ändrats avsevärt de senaste åren. Perrongerna är nya och en undergång har byggts strax söder om stationshuset och en parkering har anlagts norr om stationshuset. Avträdet har flyttats ett stycke närmare stationshuset. Av den övriga äldre stationsmiljön, som kan ha omfattat exempelvis ett magasin för resgods, finns inga tydliga spår.
Stationshuset blev riksbekant i samband med teaterföreställningen "Stinsen brinner" (1987) och som inspelningsplats för Stinsen brinner... filmen alltså (1991).

## Nutid
I augusti 2007 sålde Jernhusen AB järnvägstationen till Sylvie Andersson i Vedum. Hennes tanke var att använda stationen till ateljé, utställningar, föredrag och sammanträden samt uthyrning av stinsbostaden på övervåningen. I december 2010 upphörde tågklareringen. Trafikverket färdigställde teknikhuset i närheten av stationen och numera styrs banan från Göteborg C.  Ett 30-tal tåg trafikerar den lilla stationen dagligen och banan kallas Älvsborgsbanan.
Resultatet av renoveringen har blivit över förväntan med fina möjligheter för utställningar i avträdet och väntsalen. Övervåningens bostad för stinsen har blivit en inbjudande övernattningslägenhet med möjlighet att utspisa cirka 20 gäster.